# Tereza Širůčková
Tereza Širůčková (7 de abril de 2003) es una deportista checa que compite en escalada. En los Juegos Europeos de Cracovia 2023 consiguió una medalla de bronce en la prueba de dificultad.

## Palmarés internacional
| Juegos Europeos | Juegos Europeos  | Juegos Europeos   | Juegos Europeos |
| Año             | Lugar            | Medalla           | Prueba          |
| --------------- | ---------------- | ----------------- | --------------- |
| 2023            | Tarnów (Polonia) | Medalla de bronce | Dificultad      |